# Massimo Morsello
Massimo Morsello, noto anche come Massimino (Roma, 10 novembre 1958 – Londra, 10 marzo 2001), è stato un cantautore e terrorista italiano dell'area dei Nuclei Armati Rivoluzionari. È stato un punto di riferimento culturale dei movimenti politici dell'estrema destra italiana e, con Roberto Fiore, il cofondatore del movimento Forza Nuova.

## Biografia
Massimo Morsello è nato e cresciuto nella zona Eur di Roma, in una famiglia della borghesia. La madre, proveniente dalla Bulgaria, era emigrata in Italia dopo l'ascesa al potere del partito comunista. Egli descrisse il padre come "profondamente anticomunista" e ammiratore della filosofia sociale del fascismo. Nel 1975, poco dopo la morte del padre, all'età di 16 anni, aderisce al Movimento Sociale Italiano, divenendo membro prima del suo movimento giovanile, il Fronte della Gioventù, e successivamente di quello universitario, il FUAN.
Morsello aderisce al FUAN di Via Siena, che dal 1978 diviene polo di aggregazione degli elementi più intransigenti del partito, rendendosi progressivamente autonomo dall'MSI fino al disconoscimento ed al taglio completo dei fondi di gestione da parte del partito. È in questi anni che Morsello inizia a coltivare la sua seconda passione, oltre alla politica, iniziando la carriera di musicista con la prima performance al secondo Campo Hobbit a Fonte Romana nel 1978. Sempre in questo contesto acquisisce il soprannome di Massimino.
Prese parte agli scontri di Centocelle del 10 gennaio 1979 dove, ad un anno dalla strage di Acca Larentia, durante una manifestazione illecita, vide cadere accanto a sé colpito alla nuca Alberto Giaquinto, un giovane di 17 anni che morirà poco dopo; Morsello si presenterà come testimone oculare dell'accaduto asserendo di aver visto un agente di polizia sparare al giovane, finendo però così egli stesso incriminato con l'accusa di devastazione e saccheggio in quanto, dichiarandosi testimone, ammetteva di conseguenza la sua presenza alla manifestazione.

### Procedimenti giudiziari
Durante gli anni di piombo, o della strategia della tensione, Morsello viene incriminato e condannato per varie ragioni (tra cui incursione squadristica, concorso in rapina, banda armata); in particolare perché in virtù della sua militanza nel FUAN di Via Siena viene considerato membro dei Nuclei Armati Rivoluzionari (NAR). In seguito al processo denominato "NAR 1" viene condannato a 8 anni e 10 mesi per costituzione di banda armata e associazione sovversiva, condanna che non sconterà essendosi reso latitante nel Regno Unito a partire dal 1980.
Nel 1990 viene invece assolto per le accuse relative alla strage di Bologna.

### La latitanza
Dopo la strage della stazione di Bologna, avvenuta il 2 agosto 1980, decine di mandati di cattura, centinaia di comunicazioni giudiziarie e di mandati di perquisizione colpiscono gli ambienti del neofascismo. Tra gli altri Massimo Morsello, che decide di fuggire all'estero dapprima in Germania e poi nel Regno Unito. Arriva a Londra assieme ad altri due fondatori dei NAR; qui viene arrestato l'11 settembre 1981 da Scotland Yard, in una operazione che vede anche l'arresto di Roberto Fiore, esponente di Terza Posizione, e di altre sette persone in seguito a un mandato di cattura internazionale per associazione sovversiva emesso dalla magistratura italiana. La stessa magistratura italiana richiede l'estradizione del gruppo, rifiutata però dalle autorità britanniche. Morsello, assieme alla moglie Marinella Rita, Roberto Fiore e Amedeo de Francisci saranno condannati in contumacia dal tribunale a Roma per reato di terrorismo implicante cospirazione armata.
Nel 1985 Il Ministro degli Interni del Regno Unito Leon Brittan risponde negativamente alla richiesta del deputato laburista Duns di espellere Fiore e gli altri quattro ricercati rimasti all'epoca, ritenendo che la intervenuta condanna pare "riferirsi ad un reato per il quale difficilmente potrebbe applicarsi il trattato di estradizione". In seguito Morsello e Fiore decidono di mettersi in proprio e di non dipendere da un datore di retribuzione che li potrebbe licenziare, obbligandoli all'uscita dal suolo del Regno Unito . Il primo tentativo di attività in proprio è fare gli autisti di minicab, tentativo che dura solo qualche mese. Nel 1986 iniziano una proficua attività imprenditoriale che in breve tempo frutterà loro ingenti guadagni ed un piccolo impero finanziario.
Grazie all'amicizia ed al supporto di vari esponenti dell'estrema destra locale, come Nick Griffin, fondano la "Meeting Point", ribattezzata successivamente "Easy London", azienda legata all'ambiente dell'estrema destra. Easy London è una società che fornisce impiego e alloggio a giovani studenti e lavoratori intenzionati a vivere e lavorare a Londra per diversi periodi di tempo. I profitti della società arrivano ai 15 milioni di euro e sono in parte utilizzati per il finanziamento di Forza Nuova. Intanto, a Londra, Morsello continua le sue attività musicali. È in concerto con Scusate, ma non posso venire trasmessa in Italia via satellite il 22 settembre 1996.
Nella seconda metà degli anni novanta, dopo che gli venne diagnosticato un cancro non più curabile, Morsello si sottoporrà alla controversa terapia del Prof. Di Bella, a cui dedicherà la canzone Buon anno Professore. Nel 1997 fonda, con Roberto Fiore, il movimento politico Forza Nuova. Nell'aprile 1999, Morsello, nonostante le condanne e per via delle sue precarie condizioni di salute, può rientrare in Italia senza venire incarcerato, usufruendo dei benefici della Legge Simeone. Muore a Londra il 10 marzo 2001 dopo una lunga malattia.

## La carriera di musicista
Morsello non si è mai dichiarato un grande fruitore di musica né un grande musicista, né ha particolarmente seguito gli altri autori della cosiddetta musica alternativa di destra, diventandone però uno dei principali esponenti. Pur ammettendo di non essere in grado di eguagliarne le doti poetiche e stilistiche, l'unico riferimento che ha riconosciuto pubblicamente è il cantautore di idee politiche opposte Francesco De Gregori, al punto da essere definito "il De Gregori nero".
I primi lavori, con il nome d'arte Massimino, sono composizioni scarne (voce, chitarra ed armonica), mentre nei lavori successivi, da Intolleranza in poi, viene sviluppato uno stile più riconoscibile e personale che arriverà ad avvalersi di una vera rock band professionale. Il suo esordio live avvenne a Campo Hobbit del 1978.
Nei testi trasferisce in musica i temi della militanza politica e, in particolare, il secondo lavoro Nostri Canti Assassini, composto interamente agli inizi della latitanza nel 1981 tra Germania e Regno Unito, rappresenta una sorta di summa esistenziale sulle vicende della generazione degli anni di piombo attraverso il filtro dell'esperienza personale. È il più ermetico ed il meno direttamente politico dei lavori di Morsello, che tornerà negli album successivi a temi più esplicitamente politici con testi focalizzati, oltre che sulle consuete tematiche esistenziali, su temi come rivoluzione, nazionalismo, fascismo, aborto, carcere, lotta alla droga ed al senso dell'Unione europea.
La fruizione della sua musica resta comunque limitata agli ambienti del neofascismo italiano e lontana dal grande pubblico e dai critici. Morsello detiene anche il miglior risultato in termini di vendite nell'ambito della musica di destra radicale, raggiungendo la vendita di 13.000 copie del suo disco La Direzione Del Vento. Morsello riuscì anche a giocare uno scherzo al quotidiano comunista italiano, il manifesto, facendo pubblicare la reclame del suo disco La direzione del vento, sponsorizzato come "veramente rivoluzionario" e con la messa in risalto delle posizioni di solidarietà per la causa dei Palestinesi ed anti-Maastricht. Il quotidiano comunista lo pubblicò inconsciamente in una mezza pagina interna. Solo il giorno seguente, in seguito alla segnalazione di alcuni lettori, il giornale si rese conto di quanto accaduto, pubblicando un articolo di scuse nei confronti dei lettori.
Nel corso degli anni, Morsello si segnalò anche come organizzatore di concerti. Lo show del noto jazzista Romano Mussolini svoltosi il 1º marzo 1996 presso l'esclusivo Marriott Hotel di Mayfair (Londra) attrasse l'attenzione della stampa italiana e del Regno Unito anche a causa di alcune proteste da parte di attivisti antifascisti all'esterno dell'albergo.

## Discografia

### Album
- 1978 - Per me... e la mia gente
- 1981 - Nostri canti assassini
- 1990 - Intolleranza
- 1996 - Punto di non ritorno
- 1997 - Massimino (compilation con il riarrangiamento dei primi demo tape)
- 1998 - La direzione del vento

### Video
- 1996 - Scusate, ma non posso venire...